# Księga liści / Drzewo Osjan
Księga liści / Drzewo Osjan – dziewiąty album dwupłytowy zespołu Osjan wydany w 2005 przez wydawnictwo Ferment. Pierwsza płyta Księga liści zawiera nagrania z koncertu z 2004 w studiu Radia Kielce. Druga płyta Drzewo Osjan zawiera nagrania grup i projektów związanych z muzykami Osjana (m.in. koncertowe nagrania Osjana dokonane 31 maja 1980 w Muzeum Miasta Łodzi wydane pierwotnie na albumie Ossian oraz utwory zespołu Voo Voo).

## Lista utworów

### CD1 - Osjan -Księga liści
1. "Statek lunatyków" (J. Ostaszewski) – 13:08
2. "Księga traw – rozdział III" (J. Ostaszewski) – 14:09
3. "Pieśń baobabu" (J. Ostaszewski) – 10:54
4. "Księga liści – rozdział I" (J. Ostaszewski) – 16:02

- Nagrań dokonano podczas koncertu Osjana 7 października 2004 w studiu GRAM Radia Kielce w składzie:
  - Jacek Ostaszewski – flety proste, sanza, głos
  - Wojciech Waglewski – gitara, sanza, głos
  - Milo Kurtis – jembe, instr. perkusyjne, sanza, głos
  - Radosław Nowakowski – congi, bata, instr. perkusyjne
  - Tomasz Tamborski – nagranie
  - Sławomir Kulpowicz – mastering

### CD 2 - Różni wykonawcy -Drzewo Osjan
1. Osjan – Ossian – Part One – 20:30 
 I. "Ossian Waltz" (J. Ostaszewski) 
 II. "Tuana – Part One" (J. Ostaszewski) 
 III. "Pink Song" (J. Ostaszewski)
2. Osjan – Ossian – Part Two – 21:10 
 I. "Mane Ho" (Osjan) 
 II. "Green Dance" (W. Waglewski) 
 III. "Blue Dance" (W. Waglewski) 
IV. "Coda" (J. Ostaszewski)
3. Monodrum – "Monodrum" (R. Nowakowski) – 2:21
4. Drum Freaks – "Smyrna" (M. Kurtis) – 12:28
5. Voo Voo – "Gwiazdy jak oczy Boga" (W. Waglewski) – 5:08
6. Voo Voo – "Zielone liście palm błękitne fale" (W. Waglewski) – 4:18

- Utwory 1 (I, II, III) i 2 (I, II, III, IV) nagrano 31 maja 1980 w Muzeum Miasta Łodzi w składzie:
  - Jacek Ostaszewski – flety proste, kaya-kum (gayageum), głosy
  - Wojciech Waglewski – gitara, quica
  - Jacek Wolski – tabla, pakhawaj, bandura
  - Milo Kurtis – instr. perkusyjne, głosy
  - Radosław Nowakowski – congi, bongosy, ksylofon
- Utwór 3 nagrano 7 października 2004 w studiu GRAM Radia Kielce w składzie:
  - Radosław Nowakowski – bęben marszowy, congi, bata
- Utwór 4 nagrano w 2003 podczas koncertu w kościele św. Jana w Gdańsku w składzie:
  - Janusz Janina Iwański – gitara
  - Piotr Iwicki – instr. klawiszowe
  - Mateusz Pospieszalski – saksofon altowy, klarnet
  - Joannis Kurtis – jembe, congi
  - Milo Kurtis – różne instrumenty
  - Wallis Buchanan (ex – Jamiroquai) – didjeridoo
- Utwory 5 i 6 nagrano w 1989 w studiu PR Szczecin w składzie:
  - Wojciech Waglewski – gitara, kontrabas, głos, instr. perkusyjne
  - Mateusz Pospieszalski – saksofon altowy i sopranowy, akordeon, M-1, głos
  - Jan Pospieszalski – kontrabas, głos
  - Andrzej Ryszka – perkusja
  - Fiolka Najdenowicz – głos
  - Bogusław Linda – głos

## Wydania
- 2005 Ferment Księga liści (006)
- 2005 Ferment Drzewo Osjan (007)